# 亞瑟·馬威克
亞瑟·約翰·布里爾頓·馬威克（英語：Arthur John Brereton Marwick，1936年2月29日—2006年9月27日）是一位英國歷史學教授。生於愛丁堡，畢業於愛丁堡大學和牛津大學貝利奧爾學院。是歷史學術語Unwitting testimony一詞的發明者。